# Evangelische Kirche (Wahlen)

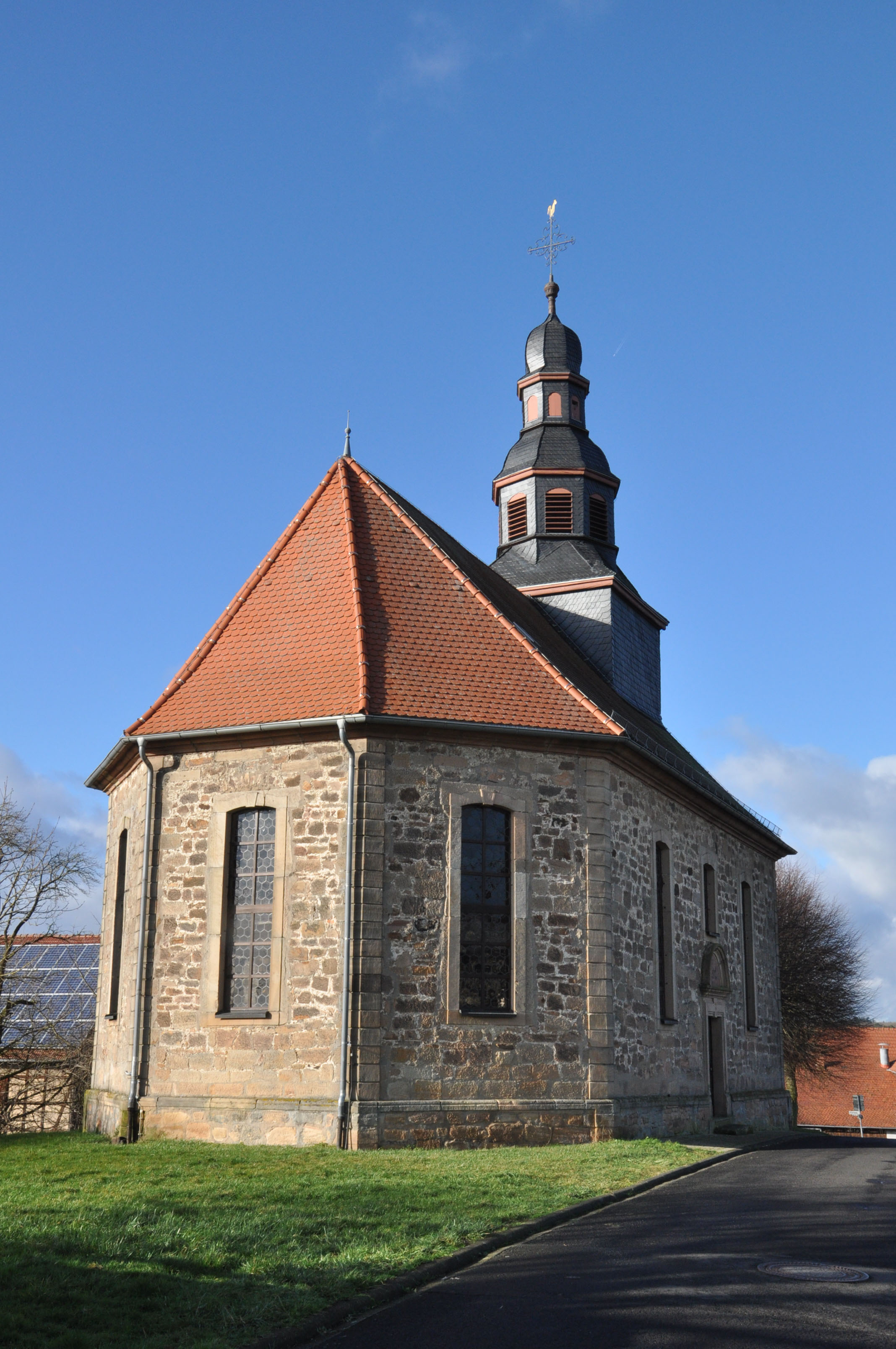
Evangelische Kirche (Wahlen)

Die Evangelische Kirche Wahlen ist ein denkmalgeschütztes Kirchengebäude, das in Wahlen steht, einem Ortsteil der Gemeinde Kirtorf im Vogelsbergkreis in Hessen. Die Kirchengemeinde Wahlen gehört zum Kirchspiel Bernsburg im Dekanat Vogelsberg in der Propstei Oberhessen der Evangelischen Kirche in Hessen und Nassau.

## Beschreibung
Als Ersatz für die Kirche von 1207 wurde 1779–81 die steinsichtige Saalkirche aus Bruchsteinen nach einem Entwurf von Lorenz Friedrich Müller, dem Vater von Johann Helfrich von Müller gebaut. Aus dem Satteldach des dreiseitig abgeschlossenen Kirchenschiffs im Süden erhebt sich erhebt sich im Norden ein quadratischer Dachreiter, auf dem ein achteckiger Aufsatz mit Klangarkaden sitzt, dessen glockenförmige Haube von einer Laterne bekrönt wird. Das Portal an der Nordseite wird von einem Tympanon bedeckt. Der Innenraum hat umlaufende Emporen. Zur Kirchenausstattung gehören eine Kanzel und ein Altar. Die Orgel mit 12 Registern, einem Manual und Pedal wurde 1820 von Johann Hartmann Bernhard gebaut.